# Pływe kacza po Tysyni
Pływe kacza po Tysyni (ukr. Пливе́ кача по Тиси́ні) – ukraińska (łemkowska) pieśń ludowa, o charakterze żałobnym. Stała się szeroko rozpoznawalna w społeczeństwie ukraińskim, jako utwór żałobny poświęcony pamięci Niebiańskiej Sotni.

## Pochodzenie
Według ukraińskiego folklorysty Iwana Chłanty „Pływe kacza po Tysyni” została po raz pierwszy nagrana przez ukraińskiego dyrygenta Dezső Zádora we wsi Wołowiec w obwodzie zakarpackim w latach czterdziestych XX wieku. Piosenka została po raz pierwszy opublikowana na składance z 1944 roku Народні пісні підкарпатських русинів (po polsku: „pieśni ludowe Rusinów Podkarpackich”).
W tradycyjnych wersjach piosenki tekst opowiada o życiu i śmierci młodej kobiety, która odmawia poślubienia mężczyzny, którego nie kocha, wbrew woli matki. W latach czterdziestych teksty zostały znacznie przerobione przez zakarpackiego pisarza Wasyla Grendża-Donskiego, aby opowiedzieć historię żołnierza przygotowującego się do wojny. W większości wersji tekstu tytułowe kaczątko przechodzące przez rzekę symbolizuje śmierć i przejście do życia pozagrobowego.
W czasie II wojny światowej „Pływe kacza po Tysyni” weszło do repertuaru Ukraińskiej Powstańczej Armii.

## Historia nagrań

### Lata 1960–1969 do 1980-1989
Uważa się, że pierwsze publiczne wykonanie „Pływe kacza po Tysyni” miało miejsce w latach 60. XX wieku przez zakarpacką piosenkarkę ludową Wirę Bahanycz. W 1972 roku nagranie Bahanycz wykonującej piosenkę znalazło się na albumie Mełodija.
W 1986 roku „Pływe kacza po Tysyni” ponownie pojawiła się na ukraińskiej scenie kulturalnej, gdy włączył je do repertuaru lwowski zespół muzyczny Vatra. Po raz pierwszy wykonała ją solistka Oksana Biłozir, a następnie została wykonana jako część duetu Bilozir i Wiktora Morozowa.
W 1988 roku piosenka została nagrana przez ukraińsko-kanadyjski zespół Cheremshina Ensemble i znalazła się na ich albumie Cheremshina (tom 3).

### Lata 2000–2009 do chwili obecnej
W 2000 roku „Pływe kacza po Tysyni” znalazło się na albumie Nashi partyzany (polski: „nasi partyzanci”) w wykonaniu Tarasa Czubaja, Płacza Jeremiji i Skriabina. Piosenka odniosła większy sukces komercyjny w 2002 roku, kiedy znalazła się na albumie Eldorado grupy a cappella Tercja Pikardyjska.
„Pływe kacza po Tysyni” weszła do repertuaru ukraińskich chórów, w tym Akademickiego Chóru Revutsky i Chóru Kijowskiej Prawosławnej Akademii Teologicznej. Piosenka została wykonana na festiwalu Internazionale Musica Sacra Virgo Lauretana we Włoszech.
W 2015 roku duński zespół neofolkowy Die Weisse Rose wykonał cover „Pływe kacza po Tysyni” podczas występu w Kijowie; nagranie zostało następnie włączone do ich albumu koncertowego White Roses in Bloom in Kyiv.

## Użycie podczas Euromajdanu i kolejnych wydarzeń
W styczniu 2014 roku nagranie „Pływe kacza po Tysyni” z 2002 roku nagrane przez grupy Tercja Pikardyjska zostało wykorzystane podczas pogrzebu białoruskiego aktywisty Euromajdanu Mychajło Żyzniewskiego, który wcześniej powiedział znajomym, że piosenka jest jego ulubioną. Tekst i znaczenie piosenki sprawiły, że jest ona często używana w pomnikach upamiętniających zabitych protestujących na Euromajdanie, Rewolucji Godności i wojnie rosyjsko-ukraińskiej, nazywając ją „nieoficjalnym hymnem” poległych protestujących i żołnierzy. Piosenka została szczególnie wyróżniona podczas parady z okazji Święta Niepodległości Sił Zbrojnych Ukrainy w sierpniu 2014 roku w wykonaniu Chóru Akademickiego Rewuckiego.

## Manipulacja podczasoblężenia Mariupola
W 2022 roku prorosyjscy wykonawcy Akim Apaczew i Daria Frej wykonali cover utworu „Pływe kacza”, do którego nakręcono materiał filmowy z oblężenia Mariupola. W tym samym roku kontrolowana przez państwo rosyjska stacja telewizyjna RT opublikowała teledysk do utworu nakręcony w ruinach Azowstalu. Następnie YouTube usunął film z powodu naruszenia zasad dotyczących mowy nienawiści.